# 10 (număr)
Pentru anul 10 al erei noastre, vedeți 10.
Zece, notat în scrierea arabă 10, sau romană X, este un număr compus, par, pozitiv. Numărul zece se află în șirul crescător al numerelor naturale între 9 și 11, după valoare.

## În matematică
- Este un număr harshad în baza 10.[1]
- Este al cincilea număr compus,[2] având patru divizori; în afară de 10, divizorii sunt: 1, 2 and 5. 10 este cel mai mic noncototient, un număr care nu poate fi exprimat ca diferența dintre orice număr între și numărul total de co-prime mai mici decât el.[3]
- Este al doilea număr semiprim[4][5] discret (10 = 2 × 5).
- Este un număr briliant.[6][7] deoarece este un produs de numere prime având același număr de cifre.
- Este suma primelor trei numere prime (10 = 2 + 3 + 5), a primelor patru numere întrei pozitive (10 = 1 + 2 + 3 + 4), a pătratelor primelor două numere impare (10 = 12 + 32) și a primelor patru factoriale (10 = 0! + 1! + 2! + 3!).
- Este un număr decagonal, iar un poligon cu 10 laturi se numește decagon.[8]
- Este un număr triunghiular, un număr centrat triunghiular,[9] și un număr tetraedric.[10]
- Este cel mai mic număr care este format din două cifre în sistemul de numerație decimal.

## În știință și tehnologie
- Este numărul atomic al neonului.[11]
- Prefixul utilizat în știință pentru 10 este deca; exemple de utilizare includ: decan, decapoda.
- Sistemul metric este bazat pe numărul 10, întrucât conversia unităților se face prin adăugarea sau eliminarea unei cifre 0  (de exemplu, 1 centimetru = 10 milimetri, 1 decimetru = 10 centimetri, 1 metru = 100 centimetri, 1 decametru = 10 metri, 1 kilometru = 1,000 metri).

### Astronomie
- NGC 10 este o galaxie spirală în constelația Sculptorul.
- Messier 10 (Praesepe) este un roi globular din constelația Ofiucus.
- 10 Hygiea este o planetă minoră.
- 10P/Tempel (cometa Tempel 2) este o cometă periodică din sistemul solar.

## Alte domenii
- După 10 ani de căsătorie este aniversată nunta de tinichea sau de aluminiu.[12]
- Sunt mai multe autostrăzi cu numărul 10, ca de exemplu A10 din România.
- Este codul de țară UIC al Finlandei.[13]